# Ryūnosuke Ōta
Ryūnosuke Ōta (japanisch 太田 龍之介 Ōta Ryūnosuke; * 1. April 2002 in der Präfektur Kyōto) ist ein japanischer Fußballspieler.

## Karriere
Ryūnosuke Ōta erlernte das Fußballspielen in der Jugend von Fagiano Okayama sowie in der Universitätsmannschaft der Meiji-Universität. Seinen ersten Vertrag unterschrieb er am 1. Februar 2024 bei seinem Jugendverein Fagiano Okayama. Der Verein aus Okayama, einer Stadt in der gleichnamigen Präfektur, spielt in der zweiten Liga, der J2 League. Sein Zweitligadebüt gab Ota am 24. März 2024 (6. Spieltag) im Auswärtsspiel gegen Thespakusatsu Gunma. Bei dem 2:1-Auswärtserfolg stand Ota in der Startelf. Hier wurde er in der 58. Minute gegen Takaya Kimura ausgewechselt. Am Ende der Saison 2024 belegte er mit Okayama den fünften Tabellenplatz und qualifizierte sich somit zu den Aufstiegsspielen zur ersten Liga. Hier konnte man sich im Finale gegen Vegalta Sendai durchsetzen und stieg somit in die erste Liga auf.